# Републикански път III-197
Републикански път IIІ-197 е третокласен път, част от републиканската пътна мрежа на България, на територията на области Благоевград и Смолян. Дължината му е 89,1 км.
Пътят се отклонява вляво на 87,7-и км на Републикански път II-19 в източната част на град Гоце Делчев. Преминава над река Места и източната част на Гоцеделчевската котловина и при село Дъбница навлиза в рида Дъбраш на Западните Родопи. Последователно преминава през селата Долно Дряново и Сатовча, навлиза в Смолянска област, стръмно слиза по източното подножие на рида, пресича река Доспат и достига центъра на град Доспат. От там продължава на изток, пресича Велийшко-Виденишкия дял на Родопите, преминава през село Борино и слиза в долината на река Въча при малкото село Тешел. От там завива на североизток и по долината на реката през село Грохотно и квартал „Настан“ достига до град Девин.
На 7-и км, при село Дъбница вдясно от него се отклонява Републикански път III-1972 (33,7 km), който последователно преминава през селата Хвостяне, Блатска, Абланица, Боголин, Вълкосел и Фъргово и отново достига до Републикански път ІII-197 при неговия 27,1-ви км източно от село Сатовча.
| Пътища, отклоняващи се надясно (населено място, № на пътя, посока на пътя) | Км   | Пътища, отклоняващи се наляво (посока на пътя, № на пътя, населено място) |
| -------------------------------------------------------------------------- | ---- | ------------------------------------------------------------------------- |
| Община Гоце Делчев, Област Благоевград, II-19, 87,7 км, гр. Гоце Делчев ←  | 0,0  | ← гр. Гоце Делчев 87,7 км, II-19, Област Благоевград, Община Гоце Делчев  |
| Община Гърмен                                                              | 2,1  | Община Гърмен                                                             |
|                                                                            | 3    | → общински път (за с. Гърмен)                                             |
|                                                                            | 6,3  | ← 15,9 км, III-1905 (от с. Господинци)                                    |
| (за 27,1 км на път III-197) III-1972, 0 км, с. Дъбница ←                   | 7,0  | с. Дъбница                                                                |
| (за с. Крибул) общински път ←                                              | 13,3 |                                                                           |
|                                                                            | 13,6 | → общински път (за с. Крушево)                                            |
| с. Долно Дряново                                                           | 14,5 | с. Долно Дряново                                                          |
| Община Сатовча                                                             | 17,5 | Община Сатовча                                                            |
|                                                                            | 21,1 | → общински път (за с. Долен)                                              |
|                                                                            | 24,2 | → общински път (за с. Плетена)                                            |
| с. Сатовча                                                                 | 26,1 | с. Сатовча                                                                |
| (от 7 км на III-197) III-1972 33,7 км →                                    | 27,8 |                                                                           |
| (за с. Кочан) общински път ←                                               | 29,4 |                                                                           |
| (за с. Осина) общински път ←                                               | 36,7 |                                                                           |
| Община Доспат, Област Смолян                                               | 39,7 | Област Смолян, Община Доспат                                              |
| (за с. Любча) общински път ←                                               | 42   |                                                                           |
| (за с. Барутин) II-37, 218,9 км, гр. Доспат ←                              | 50,8 | ← гр. Доспат, 218,9 км, II-37 (от с. Джурово)                             |
| (за с. Късак) общински път ←                                               | 54,5 |                                                                           |
| (за с. Змеица) общински път ←                                              | 58,9 |                                                                           |
| Община Борино                                                              | 64,2 | Община Борино                                                             |
| (за с. Чала) общински път, с. Борино ←                                     | 68,2 | с. Борино                                                                 |
| (за с. Буйново) общински път ←                                             | 73,9 |                                                                           |
| Община Девин, (за с. Триград) общински път ←                               | 74,7 | Община Девин                                                              |
| с. Грохотно                                                                | 79   | с. Грохотно                                                               |
| (от гр. Смолян) III-866 49,5 км, гр. Девин →                               | 85,2 | гр. Девин                                                                 |
| (за гр. Стамболийски) III-866 51,2 км, гр. Девин ←                         | 86,9 | гр. Девин                                                                 |
| гр. Девин                                                                  | 89,1 | гр. Девин                                                                 |

Забележка
1. ↑  На протежение от 1,7 км (от км 85,2 до км 86,9) път ІІІ-197 се дублира с път III-866 (от км 49,5 до км 51,2)